# 少論派
少論派（しょうろんは、ソロンパ）は、李氏朝鮮の党派の一つ。粛宗の外戚に対し妥協的な老論派（ろうろんは、ノロンパ）との対比で使われる事が多い。

## 歴史
元は西人であったが、1680年、南人の専横に歯止めをかけたい粛宗が南人を大量に追放した庚申換局の時に、老論と少論に分裂した。少論派の長は尹拯であったが、彼は1714年に死去、さらに少論派を支持した景宗も1724年10月に死去、代わって即位した英祖は少論派を追い出した。しかし、英祖には景宗を毒殺したという噂が付きまとい、全羅道における李麟佐の乱を引き起こした。李麟佐の乱は京畿道と忠清道の民衆にも支持された。